# 赤穂ひまわり
赤穂 ひまわり（あかほ ひまわり、1998年〈平成10年〉8月28日 - ）は、日本のバスケットボール選手。石川県七尾市出身。ポジションはフォワード。バスケットボール女子日本リーグ（Wリーグ）のデンソーアイリスに所属している。

## 来歴
父は福岡ユニバーシアード銀メダリストの赤穂真、母も日本体育大学のバスケットボール選手で、大学でスリーポイント王になり、MVP獲得した選手。姉の赤穂さくらもデンソーのバスケットボール選手。双子の兄である赤穂雷太は秋田ノーザンハピネッツ所属のプロバスケットボール選手でU-22日本代表候補。
姉と同じ昭和学院高校に進みインターハイ、国体、ウィンターカップでいずれも準優勝、年代別日本代表にも選ばれる。
2017年、姉が所属するデンソーアイリスに入団。
2018年、女子日本代表候補に選出される。代表ではSGポジションでプレーする。

## 経歴
- 昭和学院高 - デンソー（2017年〜）

## 日本代表歴
- 2018 FIBAワールドカップ9位
- 2019 FIBAアジアカップ優勝
- 2019 東京五輪アジア・オセアニア地区プレ予選大会[7]
- 2020 FIBA東京2020オリンピック予選大会
- 2021 東京オリンピック準優勝 1試合平均9.3得点、7.3リバウンド
- 2021 FIBAアジアカップ優勝 チーム内最長の1試合平均29.5分の出場で10.6得点、5リバウンド、2.2スティール（大会1位）を記録し、最優秀選手（MVP）とベスト5に選出された[8]
- 2022 FIBAワールドカップ2022予選大会 - ベスト5に選出された
- 2023 FIBAアジアカップ準優勝
- 2024 パリオリンピック世界最終予選